# Boombastic Hits
Boombastic Hits è un greatest hits del cantante giamaicano Shaggy, pubblicato nel 2004.

## Tracce
1. Boombastic (Album Version) – 4:09
2. Piece Of My Heart (feat. Marsha) – 4:18
3. Something Different (feat. Wayne Wonder) – 4:31
4. Perfect Song (feat. Maxi Priest) – 3:43
5. One Burner – 3:52
6. Heartbreak Suzie (feat. Gold Mine) – 4:09
7. My Dream – 3:23
8. Geenie (feat. Brian And Toni Gold) – 4:00
9. Forgive Them Father – 3:28
10. Midnite Lover – 3:44
11. Gal You A Pepper (Sting/Shaggy Remix) – 4:18